# Rammingen (Württemberg)

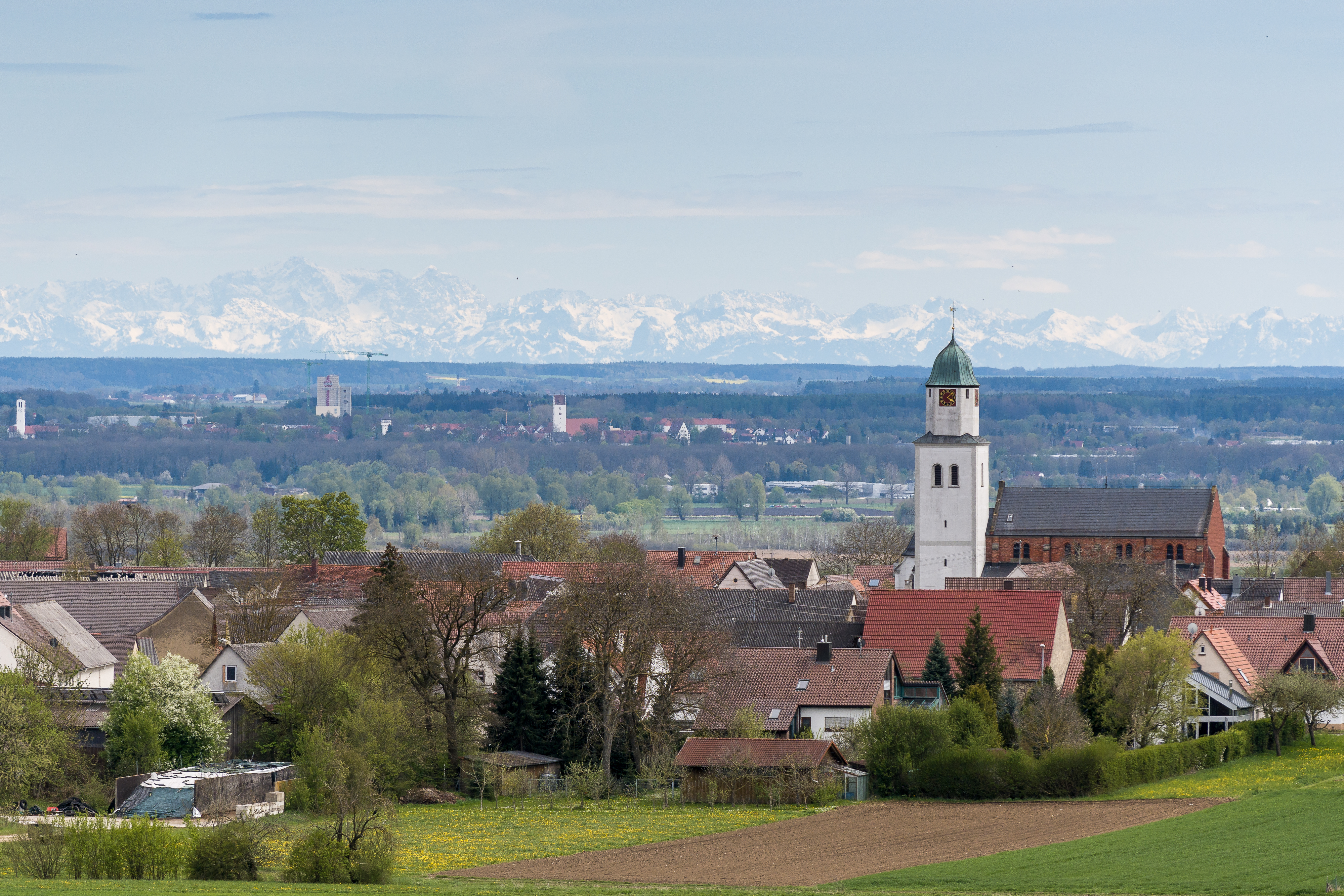
Blick über Rammingen in Richtung Südost zu den Alpen

Rammingen ist eine Gemeinde im Alb-Donau-Kreis in Baden-Württemberg (Deutschland). Sie gehört dem Gemeindeverwaltungsverband Langenau an.

## Geographie

### Lage
Rammingen liegt 23 Kilometer nordöstlich von Ulm in 512 bis 545 m Höhe auf der Schwäbischen Alb am östlichen Rand des Alb-Donau-Kreises.
Der Weiler Lindenau liegt etwa zweieinhalb Kilometer nördlich der Gemeinde und ganz in der Nähe des Lonetals. Dieses hat vielfältige Eigenarten wie z. B. Talauen, Wiesentäler, Baumgruppen, Waldlagen, Felsbildungen und Wacholderheiden.
Die Gemarkungsfläche beträgt 1404 ha und grenzt am südlichen Rand der Gemarkung durch einen Landesgrenzgraben an den Kreis Günzburg im Freistaat Bayern.
Von Rammingen aus überblickt man wegen der hohen, ganz freien Lage das ganze Donautal im Westen und Süden. Rund 60 bis 70 Ortschaften mit den bayerischen Städten Gundelfingen, Lauingen, Dillingen, hinunter bis Höchstädt und herauf bis Günzburg, bilden ein Panorama, das bei klarem Wetter die gut sichtbaren, rund 100 km entfernten Tiroler Berge begrenzen.

### Nachbargemeinden
Die Gemeinde grenzt im Norden an den Ortsteil Bissingen der Stadt Herbrechtingen im Landkreis Heidenheim, im Osten an Asselfingen, im Süden an die Stadt Leipheim in Bayern sowie im Westen an die Stadt Langenau und an Öllingen.

### Schutzgebiete
Asselfingen hat im Süden Anteile am Naturschutzgebiet Langenauer Ried, am Landschaftsschutzgebiet Donauried, am FFH-Gebiet Donaumoos und am Vogelschutzgebiet Donauried. Im Norden hat die Gemeinde Anteil am Landschaftsschutzgebiet Mittleres Lonetal und am Bannwald Grubenhau.

## Geschichte

### Mittelalter und frühe Neuzeit
Im Jahre 1127 trug der Ort noch den Namen Rammungun und gehörte damals zur Grafschaft Albeck. Ortsadel als Albecker Lehensleute waren die Herren von Rammingen. Rammingen (mit dem Weiler Lindenau) wurde erstmals 1286 erwähnt, als die Herren von Rammingen helfensteinische Vasallen waren. Mit der Grafschaft Albeck ging 1383 die Oberherrschaft an Ulm. Später waren die Ramminger Bürger in oberschwäbischen Reichsstädten, dann bis ins 17. Jahrhundert in württembergischen Diensten. 1286 schenkte Markgraf Heinrich von Burgau die Kirche und verschiedene Güter an das Kloster Kaisheim, das im Laufe der Zeit die Grundherrschaft weitgehend erwarb, so noch 1665 fünf Höfe und 17 Sölden von Kloster Oberelchingen. Infolge dieser Besitzverhältnisse konnte Ulm im 16. Jahrhundert den Ort nicht reformieren. Deshalb blieb die Gemeinde katholischer Konfession, während alle umliegenden Ortschaften zur evangelischen Konfession wechselten.
Im Jahre 1286 hatte auch Markgraf Heinrich von Burgau das Kloster von Lindenau, ursprünglich ein Pfarrdorf, mit der Kirche von Rammingen dem Kloster Kaisheim geschenkt. Die hier erwähnte Pfarrkirche war die Wallfahrtskirche zur schmerzhaften Mutter Gottes. Sie war damals eine selbstständige Pfarrkirche, hatte aber ein geringes Einkommen und wurde daher auf Ansuchen des Abts von Bischof Marquard von Augsburg schon 1350 mit der Kirche von Rammingen verbunden, woraus Streitigkeiten bis zum Ende des Heiligen Römischen Reiches entstanden.

### 19. Jahrhundert
Im Zuge der Mediatisierung fiel Rammingen mit der Reichsstadt Ulm 1803 an das Kurfürstentum Bayern, welches 1806 zum Königreich erhoben wurde. Auf Grund des Grenzvertrags von 1810 ging Rammingen an das Königreich Württemberg. Zunächst gehörte der Ort zum Oberamt Albeck und ab 1819 für mehr als ein Jahrhundert zum Oberamt Ulm. Im Jahre 1875 erreichte der Bau der Brenzbahn den Ort Rammingen, womit der Anschluss an das Streckennetz der Württembergischen Eisenbahn einherging.

### 20. Jahrhundert
Rammingen kam 1938, durch die Kreisreform während der NS-Zeit in Württemberg, zum neu gebildeten Landkreis Ulm. Als Teil der Amerikanischen Besatzungszone gehörte Rammingen nach dem Zweiten Weltkrieg zum 1945 gegründeten Land Württemberg-Baden, das 1952 im jetzigen Bundesland Baden-Württemberg aufging. 
In der Nachkriegszeit entwickelte sich der Ort von einer ursprünglich rein landwirtschaftlich geprägten Gemeinde hin zu einer Siedlung auch für Arbeiter und Angestellte, die ab 1952 insbesondere um den Bahnhof entstand. Ebenfalls in den 1950er Jahren begann die Bebauung der Heusteige am südlichen Ortsrand. Ab den 1970er Jahren entstanden das Neubaugebiet Weiheräcker und im Nordwesten von Rammingen das Gewerbegebiet. Seit der Kreisreform von 1973 gehört Rammingen zum Alb-Donau-Kreis.

## Religionen
Im Gegensatz zu den evangelischen Nachbarorten ist Rammingen noch heute katholisch geprägt. Dies rührt von der Tatsache her, dass ein Großteil des Ortes grundherrlich dem Kloster Kaisheim gehörte und somit der Einfluss der nominell hohen Obrigkeit Ulms nicht ausreichte, um auch Rammingen zu reformieren.
Nach dem Abbruch des mittelalterlichen Kirchenschiffs 1895 begann der Neubau einer neugotischen dreischiffigen Säulenbasilika, deren Patron St. Georg ist. 1983 fand eine Renovierung statt. Das alte Pfarrhaus dient heute als Gemeindehaus. Die katholische Kirchengemeinde St. Georg gehört heute zur Seelsorgeeinheit Langenau-Rammingen im Dekanat Ehingen-Ulm der Diözese Rottenburg-Stuttgart.

## Politik

### Bürgermeister
Christian Weber wurde am 23. September 2018 mit 93,5 % der Wählerstimmen zum Bürgermeister gewählt.

### Gemeinderat
Der Gemeinderat in Rammingen hat zehn Mitglieder. Der Gemeinderat besteht aus den gewählten ehrenamtlichen Gemeinderäten und dem Bürgermeister als Vorsitzendem. Der Bürgermeister ist im Gemeinderat stimmberechtigt. Die Kommunalwahl am 9. Juni 2024 führte zu folgendem vorläufigen Endergebnis. Die Wahlbeteiligung lag bei 72,8 %.
| Partei/Liste                | 2024    | 2024   | 2019    | 2019   |
| Partei/Liste                | Stimmen | Sitze  | Stimmen | Sitze  |
| --------------------------- | ------- | ------ | ------- | ------ |
| Unabhängige Ramminger       | 39,9 %  | 4      | 17,1 %  | 2      |
| Freie Ramminger Bürger      | 33,3 %  | 3      | 18,7 %  | 2      |
| Wir mit eurer Unterstützung | 26,8 %  | 3      | 20,0 %  | 2      |
| Aktive Ramminger            | --      | --     | 21,6 %  | 2      |
| Unabhängige Bürger          | --      | --     | 22,5 %  | 2      |
| Wahlbeteiligung             | 72,8 %  | 72,8 % | 70,2 %  | 70,2 % |

### Wappen
Das Wappen stellt einen aufgerichteten, silber-weißen, schwarz gehörnten Widder auf rotem Grund dar.
Seit dem Jahre 1938 trägt das Gemeindesiegel das Wappen des ehemaligen Ortsadelsgeschlechts der Herren von Rammingen. Es zeigt den Ramm – eine alte Bezeichnung für einen Widder – als redende Wappenfigur. Seit 1954 sind auch die Farben des Gemeindewappens nach dem Vorbild des Adelswappens festgelegt. Das Landratsamt des Alb-Donau-Kreises hat das Wappen samt der Flagge am 4. Juni 1982 verliehen.

## Verkehr
Rammingen verfügt über einen Haltepunkt an der Bahnstrecke Aalen–Ulm, der von den im Zweistundentakt verkehrenden Regionalbahnen auf der Strecke von Ulm nach Aalen bedient wird. Sieben Kilometer westlich des Orts verläuft die A 7, sieben Kilometer südlich die A 8.
Durch eine Alltagsroute aus dem Radnetz Baden-Württemberg ist der Bahnhof Rammingen mit Langenau und in der anderen Richtung über Niederstotzingen mit Giengen verbunden. 
Der frühere Landes-Radfernweg Hohenlohe-Ostalb-Weg wurde durch den Württemberger Tälerradweg abgelöst. Er führt von Crailsheim über Aalen, Heidenheim, Giengen, Bahnhof Rammingen und Langenau nach Ulm und weiter über Göppingen nach Schwäbisch Gmünd. Der Albtäler-Radweg ist ebenfalls ein Landes-Radfernweg und führt durch die Ortsmitte; es handelt sich um einen Rundkurs zwischen Römerstein und Giengen. Er verläuft von Langenau durch das Langenauer Ried und über Bahnhof Rammingen in den Ort. Weiter führt er ins untere Lonetal.